# ان، ان–متیلن‌بیس‌آکریل‌آمید
N,N'-متیلن‌بیس‌آکریل‌آمید (به انگلیسی: N,N'-Methylenebisacrylamide) یک ترکیب شیمیایی با شناسه پاب‌کم ۸۰۴۱ است. 